# Carlos Delgado (zapaśnik)
Carlos Julio Delgado Arteaga (ur. 10 grudnia 1984) – ekwadorski zapaśnik walczący w obu stylach. Zajął piąte miejsce na igrzyskach panamerykańskich w 2011. Ósmy na mistrzostwach panamerykańskich w 2011 i 2014. Dwukrotny medalista mistrzostw Ameryki Południowej, srebro w 2014 roku.